# Manulea conferta
Manulea conferta är en flenörtsväxtart som beskrevs av Pilger. Manulea conferta ingår i släktet Manulea och familjen flenörtsväxter. Inga underarter finns listade i Catalogue of Life.